# Charles Simon (dirigeant sportif)
Pour les articles homonymes, voir Simon et Charles Simon.
Charles Simon est un dirigeant sportif français né à Paris le 25 septembre 1882 et mort au combat à Écurie (Pas-de-Calais) le 15 juin 1915. Il est, avant la Première Guerre mondiale, secrétaire général de la Fédération gymnastique et sportive des patronages de France et de l'Union internationale des œuvres catholiques d'éducation physique.
C'est pour défendre le développement du football qu'il fonde et préside également un éphémère comité français interfédéral. Celui-ci, où Henri Delaunay lui succède, donne naissance en 1919 à la Fédération française de football. Le nom de Charles Simon est attaché à la Coupe de France de football depuis sa création en 1917.

## Biographie
Entré très jeune au patronage paroissial de l'église Saint-Honoré d'Eylau Charles Simon y découvre l'attrait du sport puis son intérêt éducatif dans sa section sportive, l’Étoile des Deux Lacs, animée par l'abbé Biron. Il y devient un fervent amateur de football association et un des spécialistes de son temps.

### Secrétaire général de laFGSPF
Aux côtés du docteur Paul Michaux, chirurgien des hôpitaux de Paris et fondateur de la conférence Laënnec, il devient président de la commission de football association et d'athlétisme puis secrétaire général sportif de la Fédération gymnastique et sportive des patronages de France (FGSPF) au congrès de 1905, aux côtés de Léon Lamoureux, secrétaire général-trésorier.
Il a déjà organisé l'année précédente un championnat fédéral de football remporté par l'association qu'il préside, l'Étoile des Deux Lacs. Engagé en 1909 au service de la FGSPF, il reçoit une rémunération de 3 000 francs par an et devient ainsi l'un des premiers dirigeants permanents appointés dans le monde du sport.
Il a déjà largement infiltré la vie sportive. En relations étroites avec Pierre de Coubertin, il siège au sein de l'équipe dirigeante de l'Union des sociétés françaises de sports athlétiques (USFSA) mais son intérêt particulier pour le football le conduit à réagir contre cette dernière en créant, en 1907, le Comité français interfédéral(CFI), fondement de la future Fédération française de football-association (FFF) avec Henri Delaunay.
Il est également le créateur des Unions régionales FGSPF d'Algérie, d'Oranie et de Tunisie.

### Le Comité français interfédéral

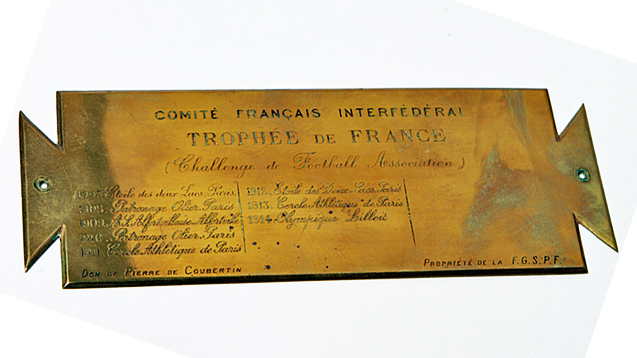
Plaque palmarès du Trophée de France.

Dans un premier temps Charles Simon ne limite pas le CFI au seul football et il fédère tous les organismes qui redoutent l'hégémonie de l'USFSA. La Fédération cycliste amateur de France, la Fédération athlétique amateur, la Fédération cycliste et athlétique de Lyon et du sud-est, la Fédération athlétique du sud-ouest rejoignent le CFI qui recueille aussi l'adhésion directe d'associations, dépassant les 400 membres. En 1907 le trophée de France, premier championnat de football du CFI opposant les champions de chacune de ces fédérations est remporté par L'Étoile des Deux Lacs à Mérignac. Pierre de Coubertin qui entretient alors d'excellents rapports avec Simon le dote d'un trophée comparable au bouclier de Brennus,qu'il a offert quelques années plus tôt pour le championnat de France de rugby.
Le CFI, reçoit progressivement l'adhésion de tous les défenseurs du football au sein de l'USFSA et en particulier celle d'un autre chrétien social proche de Marc Sangnier, Jules Rimet qui a fusionné sa propre revue avec Le Sillon en 1899. Fondateur en 1910 de l'éphémère Ligue de football association (LFA), Rimet rejoint le CFI en 1912. Cette même année, le CFI décide de limiter strictement son champ d'action au seul football-association. Il choisit alors le coq gaulois comme emblème ; celui-ci sera repris ensuite par d'autres fédérations et le comité olympique français (COF).
Le siège du CFI est toujours celui de la FGSPF, au 5 place Saint Thomas d'Aquin à Paris. C’est là qu'est créée, le 5 janvier 1917, la coupe de France de football et deux ans plus tard la Fédération française de football, association dont Charles Simon est bien le véritable précurseur. En effet l'USFSA ayant commis l'erreur politique de quitter la Fédération internationale de football association (FIFA) en 1908, il profite de la situation pour y adhérer. Ainsi le CFI devient le seul organisme à y représenter la France et l'USFSA elle-même se voit contrainte de solliciter en 1913 son adhésion auprès de son ennemi historique.

### L'UIOCEP
Paul Michaux, trop pris par ses obligations médicales, lui délègue largement les rapports internationaux et Charles Simon prépare et participe dès l'origine à la création de l'Union internationale des œuvres catholiques d'éducation physique (UIOCEP) qui devient, en 1947, la Fédération internationale catholique d’éducation physique et sportive (FICEP). Aussitôt nommé adjoint de Léon Lamoureux au secrétariat général de la FGSPF il la représente à Rome du 5 au 8 octobre 1905 au congrès sportif organisé à l'initiative du Vatican auquel participent 900 sportifs et qui provoque la création de la fédération italienne par le comte Mario di Carpegna. Le pape Pie X encourage vivement les gymnastes étrangers à revenir
Charles Simon veille à ce que ce vœu soit exaucé lorsque la Fédération des associations sportives catholiques italiennes (FASCI) renouvelle ce rassemblement en 1906 puis en 1908, en dépit de l'hostilité des pouvoirs publics français à laquelle se rallient l'USFSA et l'Union des sociétés de gymnastique de France (USGF). Peut-être pour éviter ces désagréments, la FGSPF prévoit d'organiser ce rassemblement international à Nancy en 1909. Là encore les anticléricaux font échouer l'initiative et ce n'est qu'en 1911 que l’événement peut avoir lieu aux frontières des territoires occupés par l'Allemagne.
Dix mille gymnastes participent aux compétitions et manifestations et les huit nations présentes ou représentées décident de la création de l'UIOCEP. Mario di Carpegna, dignitaire laïc du Vatican, est élu président et Charles Simon secrétaire général-trésorier. Il lui revient de veiller à la bonne administration de l'institution. Les statuts sont adoptés à Rome les 14 et 15 décembre et, aux confins de l’année 1913, une première assemblée générale de l'association se tient dans la ville éternelle.

## Notoriété et hommages
Soldat au 205e régiment d’infanterie, matricule 014750, il tombe sous les balles à Écurie (Pas-de-Calais), lors des combats du Labyrinthe, le 15 juin 1915. Le 18 juillet, un parterre d'autorités civiles et religieuses assistent à la cérémonie organisée par la FGSPF en l'église Saint-Thomas-d'Aquin où la fanfare de l'Union athlétique du chantier sonne le service devant les drapeaux de plus de quarante associations dont quatre venues de province.
La participation de la FGSPF aux différents concours organisés dans la cour Saint Damase du Vatican a valu à Charles Simon la croix de l'ordre de Saint-Sylvestre.
D'un commun accord la FGSPF et le CFI donnent son nom à la coupe de France de football nouvellement créée et c'est le docteur Paul Michaux qui offre l'objet d'art qui y reste associé en 2013. Sur cette coupe on peut lire : « À la glorieuse mémoire de Charles SIMON, président fondateur du CFI, mort au champ d'honneur le 15 juin 1915 ». En 1919, la seconde édition de la compétition est arbitrée par son ami Armand Thibaudeau qui vient de lui succéder à la FGSPF. En 1923 la médaille militaire lui est remise à titre posthume.
Pierre de Coubertin reconnait en lui « un organisateur remarquable en même temps qu'un apôtre ardent »,.
Le 15 juin 2025, la ville de Saint-Martin-du-Tertre — où il habitait et où son nom est inscrit sur le monument aux morts avec la mention « mort pour la France durant la Première Guerre mondiale » — a attribué son nom à une rue.

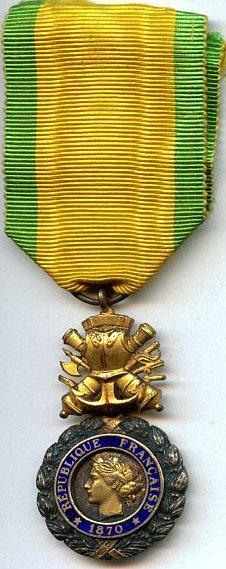
Médaille militaire remise à titre posthume en 1923.
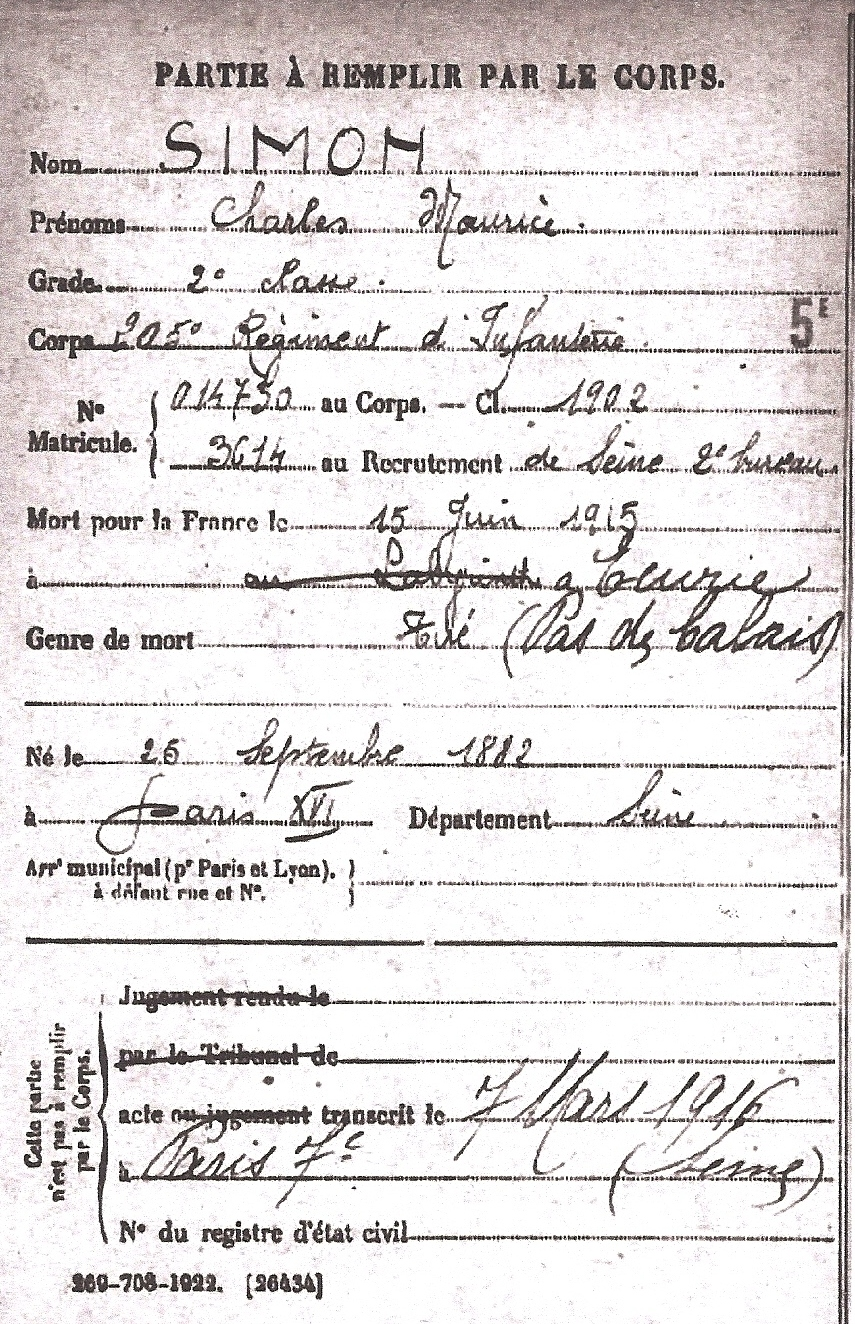
Fiche de décès de Charles Simon, mort pour la France à Écurie en 1915.
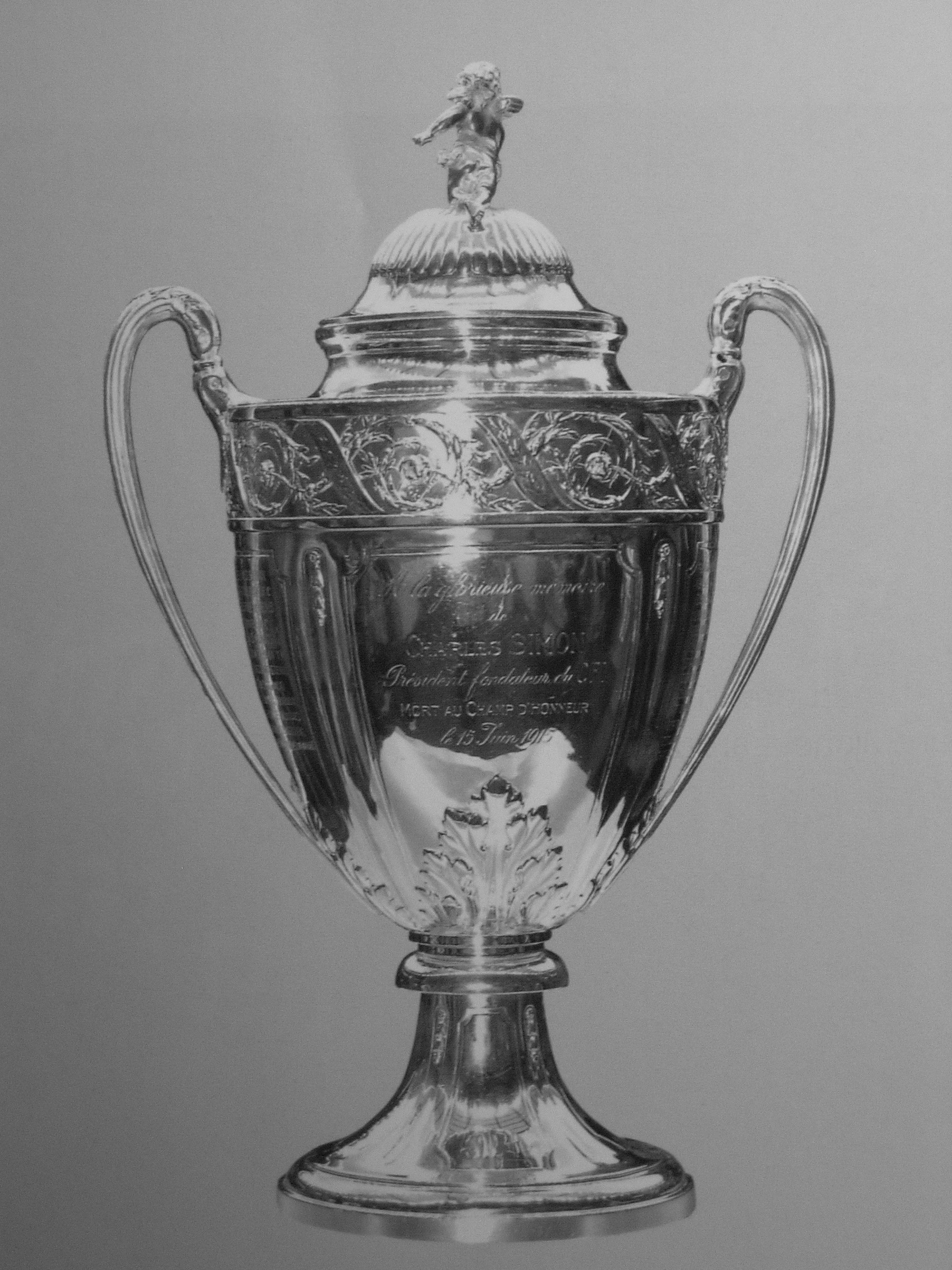
Coupe de France de football ou coupe Charles Simon.
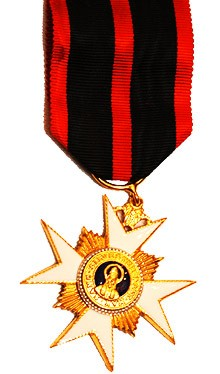
médaille de chevalier de l'ordre de Saint-Sylvestre.